# Basilique San Giovanni Maggiore
La basilique San Giovanni Maggiore est une des églises les plus importantes de Naples. Elle se trouve dans le centre historique de la ville inscrit au patrimoine mondial de l'UNESCO. L'entrée principale de la basilique donne sur les escaliers San Giovanni et donc ensuite sur la via Mezzocannone, d'où la façade est bien visible. Une entrée latérale donne sur le largo San Giovanni Maggiore.
La basilique est restée fermée pendant des décennies à cause de travaux de consolidation et de restauration, et de fouilles archéologiques. Elle a rouvert au culte en janvier 2012. 

## Histoire
La concession impériale de la liberté de culte pour les chrétiens octroyée par l'édit de Constantin de 313 rend possible la construction de plusieurs églises de la région, dont celle-ci. La légende soutient que Constantin lui-même l'avait voulue en action de grâce pour le sauvetage d'un naufrage de sa fille Constance. Il semble que l'église ait remplacé un ancien temple dédié à Hercule ou à Antinoüs vers 324, comme l'indique une inscription grecque sur une architrave.
Il est certain que de grands travaux de reconstruction interviennent deux siècles plus tard au VIe siècle, selon la volonté de l'évêque Vincent (évêque entre 554 et  581). Elle fait partie des quatre églises « majeures » (c'est-à-dire les plus anciennes) de la cité parthénopéenne. Les trois autres sont l'église San Giorgio Maggiore, l'église des Santi Apostoli et l'église Santa Maria Maggiore alla Pietrasanta .

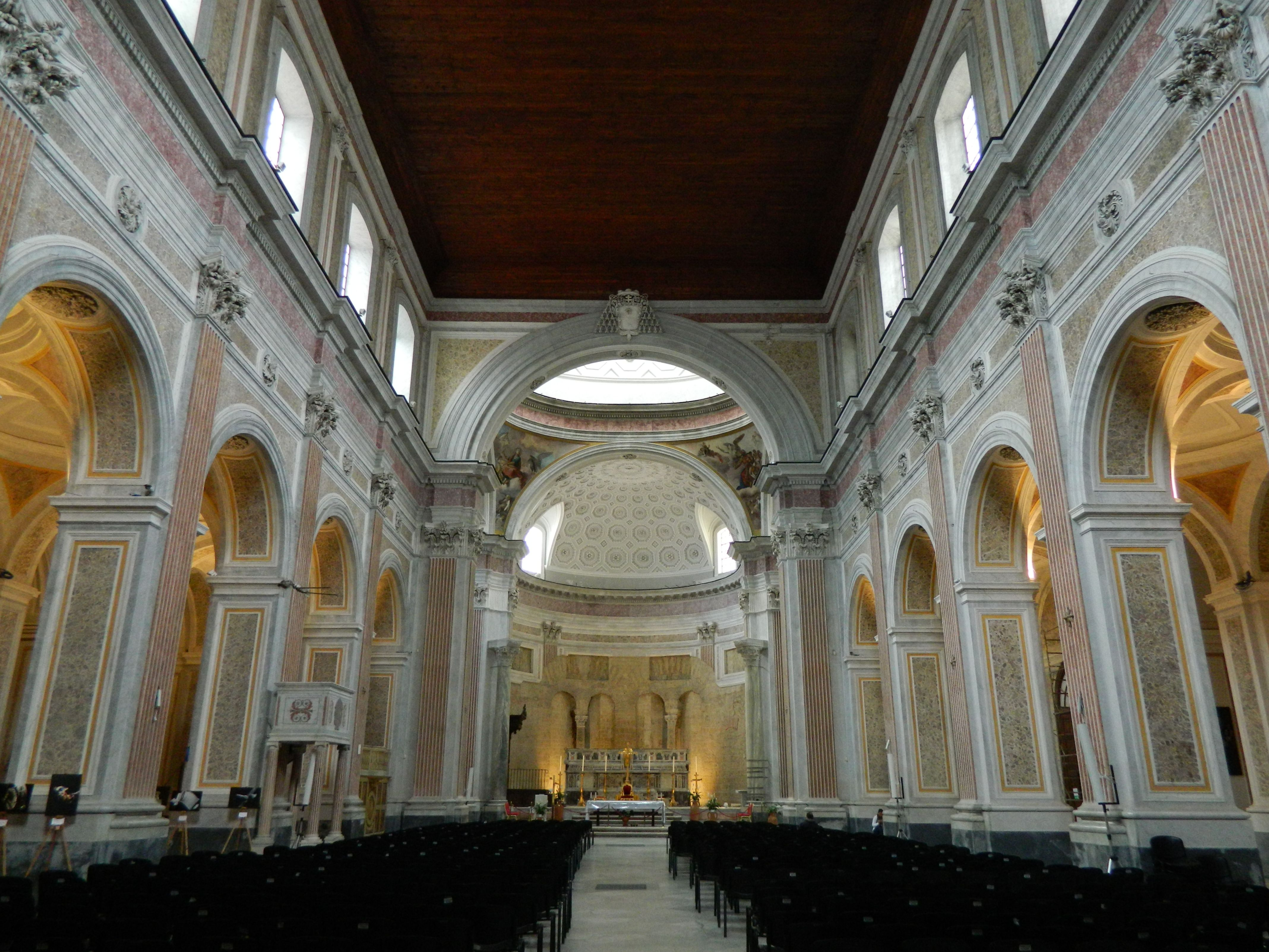
La nef centrale.

La basilique construite donc à l'époque byzantine de Bélisaire, il est certain qu'elle était riche de mosaïques et de coupoles; elle est remaniée à l'époque normande, puis à l'époque angevine. Sous les rois angevins, en effet, elle est agrandie des nefs latérales et le transept est refait.

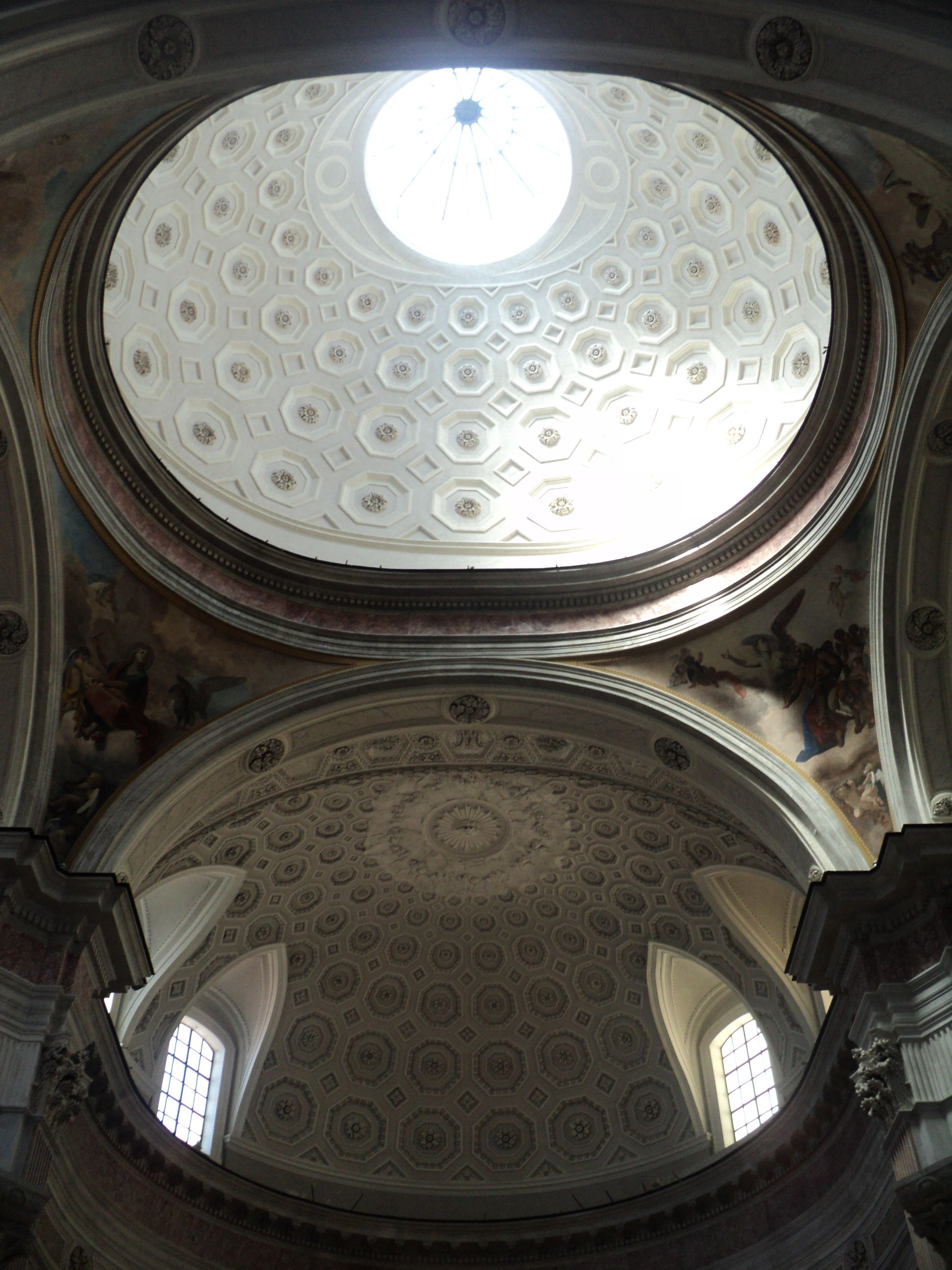
Détail de la demie coupole.

Par la suite, l'église est transformée par Dionisio Lazzari en 1656 après le tremblement de terre de 1635. C'est à lui que l'on doit la demi-coupole installée entre la nef centrale et le transept en 1685. Ensuite, l'église est redécorée dans le style baroque tardif au XVIIIe siècle. C'est à cette époque que furent découverts deux Calendriers de l'Église napolitaine, gravés en 887 et conservés aujourd'hui par l'archevêché.
C'est en 1689 que sont terminées les grandes chapelles du transept, celle du Crucifix et celle de Sainte-Lucie.
Les tremblements de terre de 1732 et de 1805 obligent encore à des travaux de restructuration.

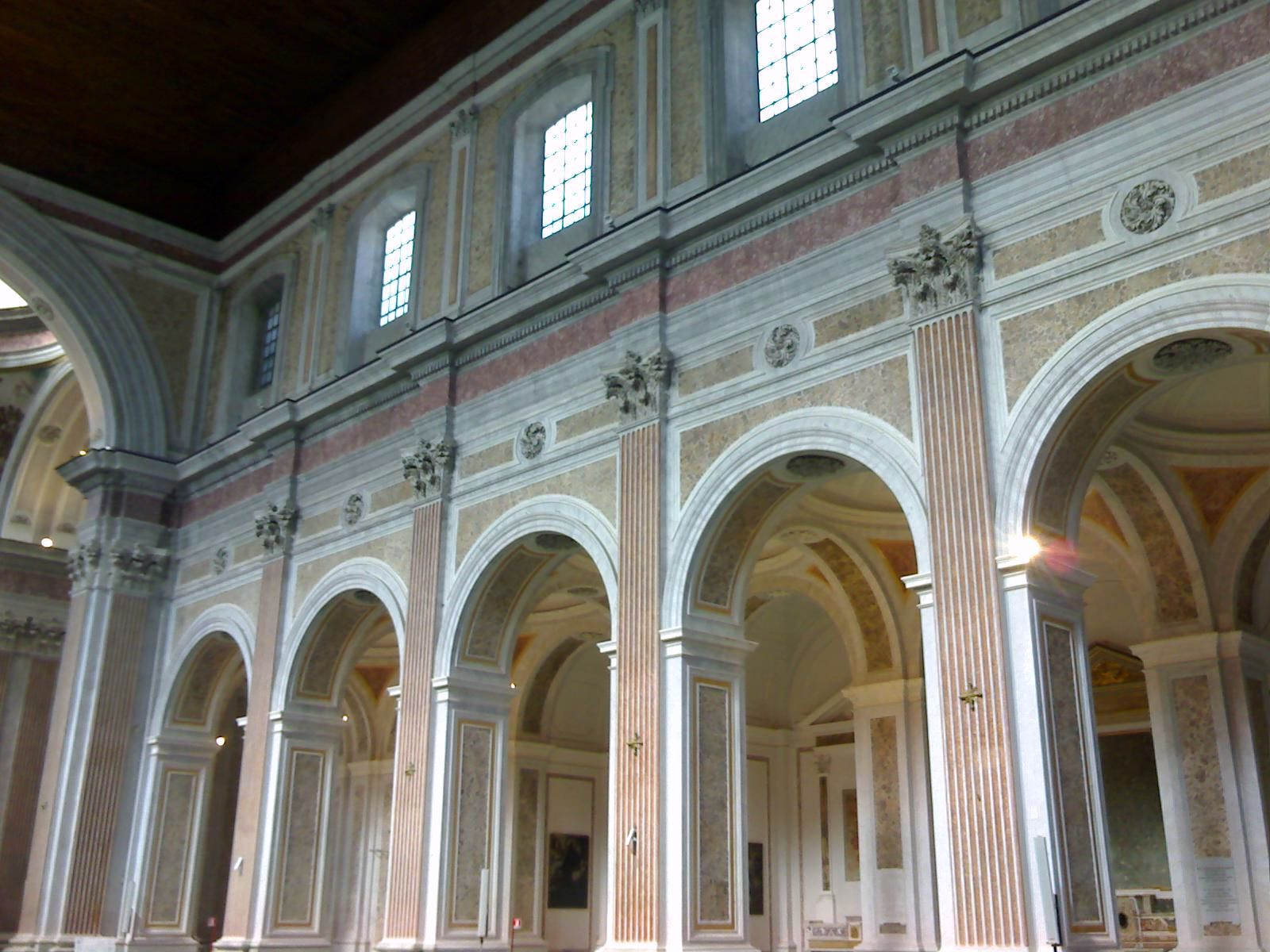
La nef droite, remaniée à plusieurs reprises à cause des tremblements de terre.

Un tremblement de terre survenu en 1870 frappe gravement l'église, en particulier la nef droite qui est presque entièrement détruite et la voûte qui s'écroule en partie. Le chanoine et historien Gennaro Aspreno Galante ne peut décrire l'église à cause des travaux en cours pour la rédaction de son monumental Guide sacré de la ville de Naples (Guida sacra della città di Napoli), et ne s'appuie que sur des souvenirs.
Il est un temps question de la part du conseil municipal de raser l'église pour percer une grande place; mais la volonté et la ténacité du chanoine Giuseppe Perrella qui refait faire dans l'urgence des travaux (dans le goût néo-classique), comme le rappelle une plaque de la nef droite, ont raison de la décision du conseil municipal. Les travaux de consolidation et de restauration sont menés par l'ingénieur Giorgio Tomlison, aidé d'Errico Alvino et de Federico Travaglini, et se terminent en 1887.
En 1970, la voûte semble fissurée et finit par s'écrouler en partie; il est donc décidé de fermer l'église. Celle-ci va fermer pendant quarante-deux ans ! Mais entre-temps des périodes de travaux permettent des consolidations urgentes et de mettre au jour en 1978 l'abside paléochrétienne de l'édifice primitif, se trouvant sous la tribune du XVIIe siècle.
Un certain nombre d'œuvres de grande valeur sont dérobées par des cambrioleurs pendant ces longues années de fermeture et de travaux. La basilique rouvre en janvier 2012 grâce à l'intervention de l'ordre des ingénieurs de la province de Campanie. Rendue au culte, la basilique est aussi un lieu de concerts.

## Description

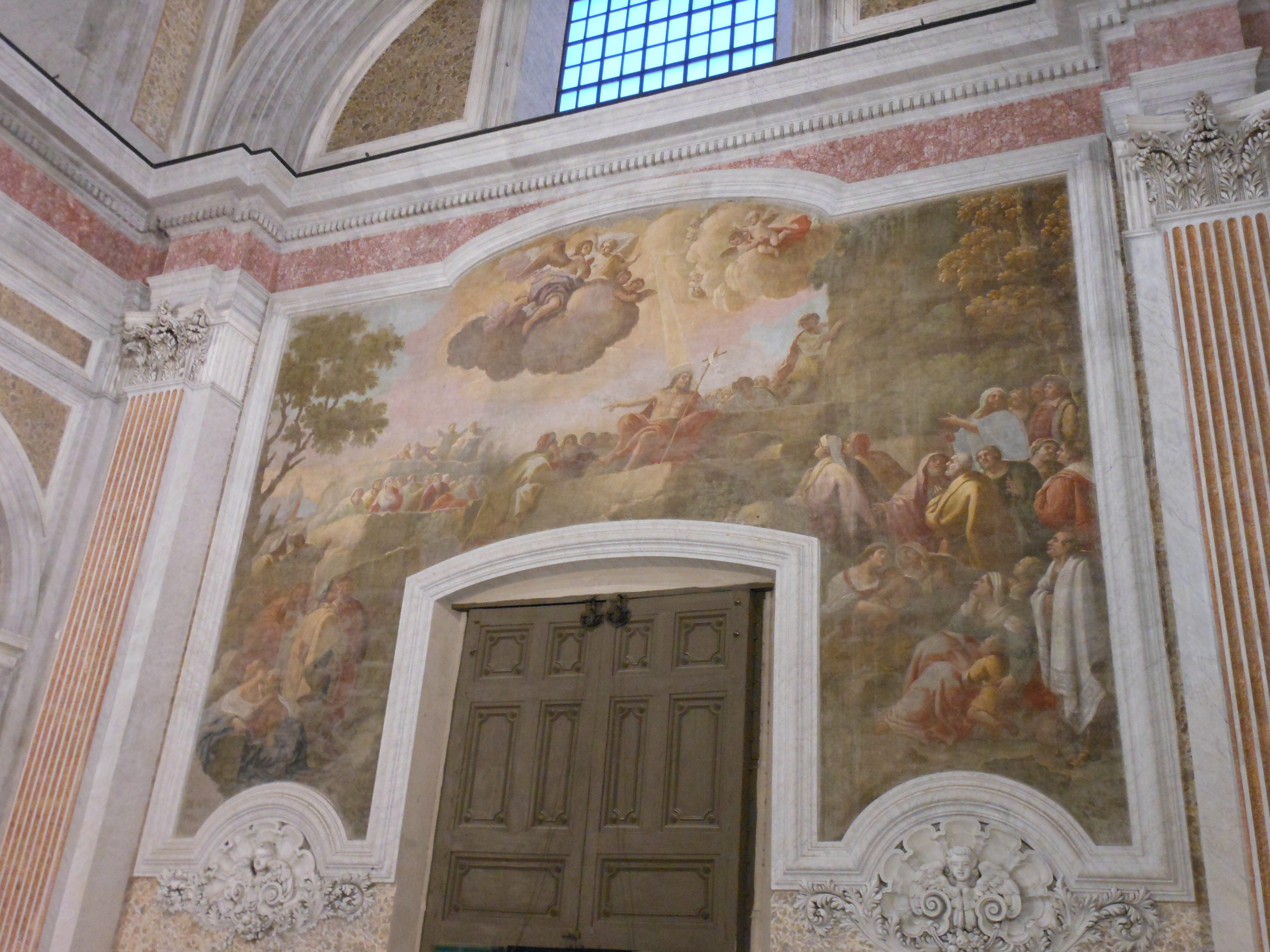
Contre-façade.

L'église s'inscrit dans un plan entièrement basilical: une nef centrale et deux nefs latérales avec neuf chapelles latérales, cinq dans la nef de gauche et quatre dans celle de droite, ainsi qu'un transept avec deux grandes chapelles de côté.
On peut admirer La Prédication de saint Jean-Baptiste aux disciples, fresque de Giuseppe de Vivo (datée de 1730) sur la contre-façade qui rappelle que l'église est consacrée à Jean le Baptiste.
Le plafond aujourd'hui est en bois tout simple à cause de l'écroulement qui a eu lieu en 1970. Toutefois un témoignage fort important du grand plafond de 1870 (après le tremblement de terre) est présent dans la première chapelle de gauche (consacrée à saint Raphaël) grâce au croquis a tempera qui permet de distinguer les grandes peintures du plafond de cette époque. Celle du milieu figurait Le Baptême du Christ. Nicola Motagono en dessina les parties figurées, et Domenico Leggieri les parties ornementales.

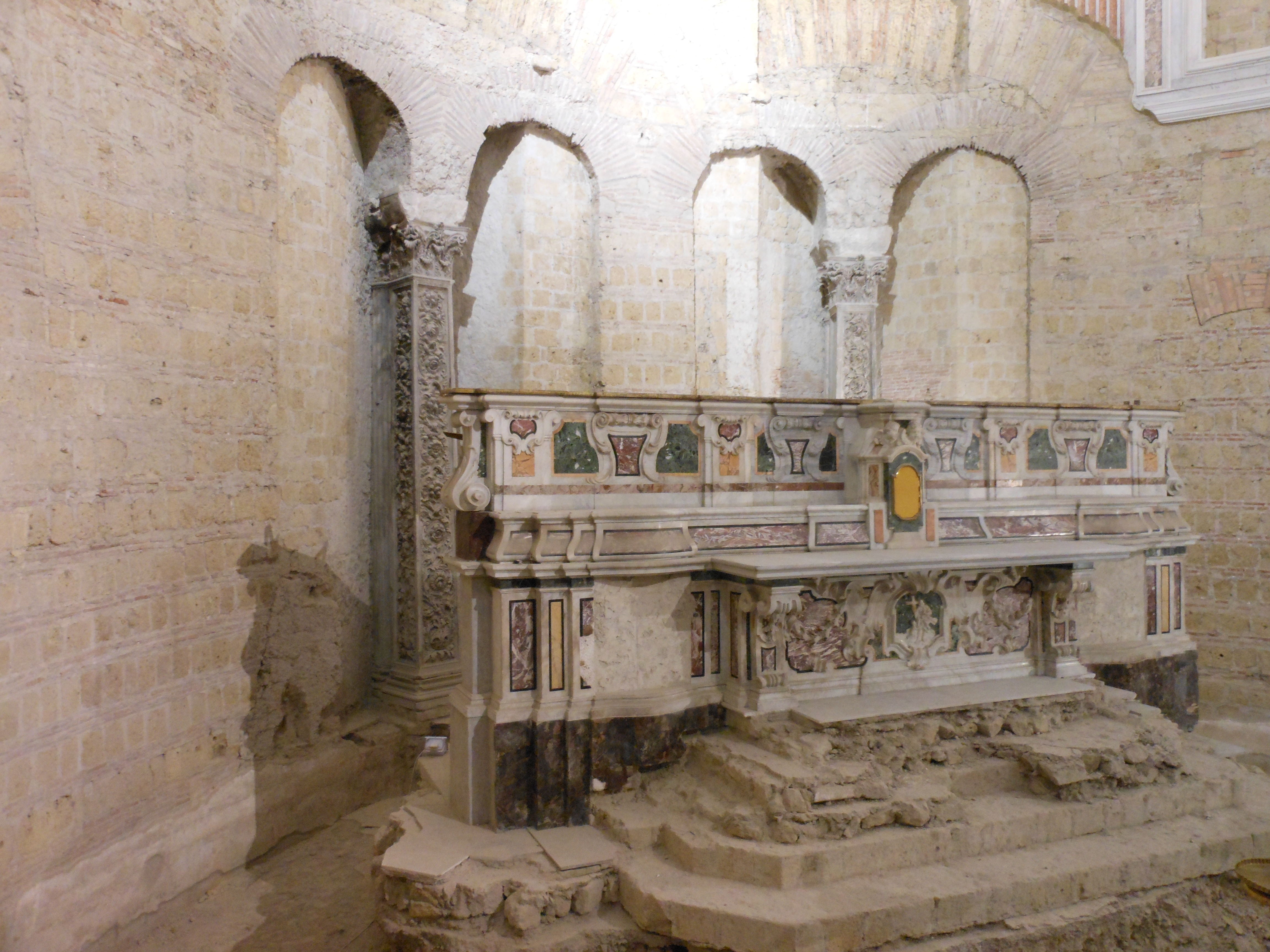
Le maître-autel et l'abside paléochrétienne.

Le maître-autel, limité par deux balustrades de marbre, a été mutilé par des vols et les épreuves du temps; mais il conserve encore sa splendeur voulue par Domenico Antonio Vaccaro en 1743. De chaque côté se dressent deux colonnes corinthiennes en marbre cipolin du VIe siècle.
Le vestige le plus visible de l'époque paléochrétienne est l'abside derrière l'autel de forme semi-circulaire remontant au VIe siècle avec quatre arcades appuyées sur des piliers donnant sur un déambulatoire, en continuation des nefs latérales. 

### Les chapelles
La nef de gauche est longée de cinq chapelles latérales en plus de la grande chapelle du transept et de celles de la confrérie et l'oratoire. La nef présente aussi des sculptures de grande qualité.
La nef droite en revanche a été remaniée après le tremblement de terre de 1870. Elle possède quatre chapelles latérales et un espace appelé la porta piccola, accès d'entrée secondaire donnant sur le largo San Giovanni Maggiore.

#### Nef gauche
Chapelle Saint-Charles-Borromée
Elle est consacrée en 1844 à Saint Raphaël Archange.
Chapelle Sainte-Marie-de-Constantinople (ou des Paléologues)
Elle possède une fresque du XVIe siècle figurant La Vierge assise près de saint Pierre et se trouvait avant 1678 dans la chapelle Sainte-Lucie. Cette fresque est dans un grand tabernacle de la Renaissance délimité par deux colonnes finement sculptées. La chapelle est dite aussi « des Paléologues », car Tommaso Demetrio Paleologo (selon une inscription lapidaire) l'a fondée en 1523. On trouve aussi des fragments d'une Sainte Marie des Grecs (dite aussi « de Constantinople »), d'un artiste inconnu.
Chapelle Ravaschieri

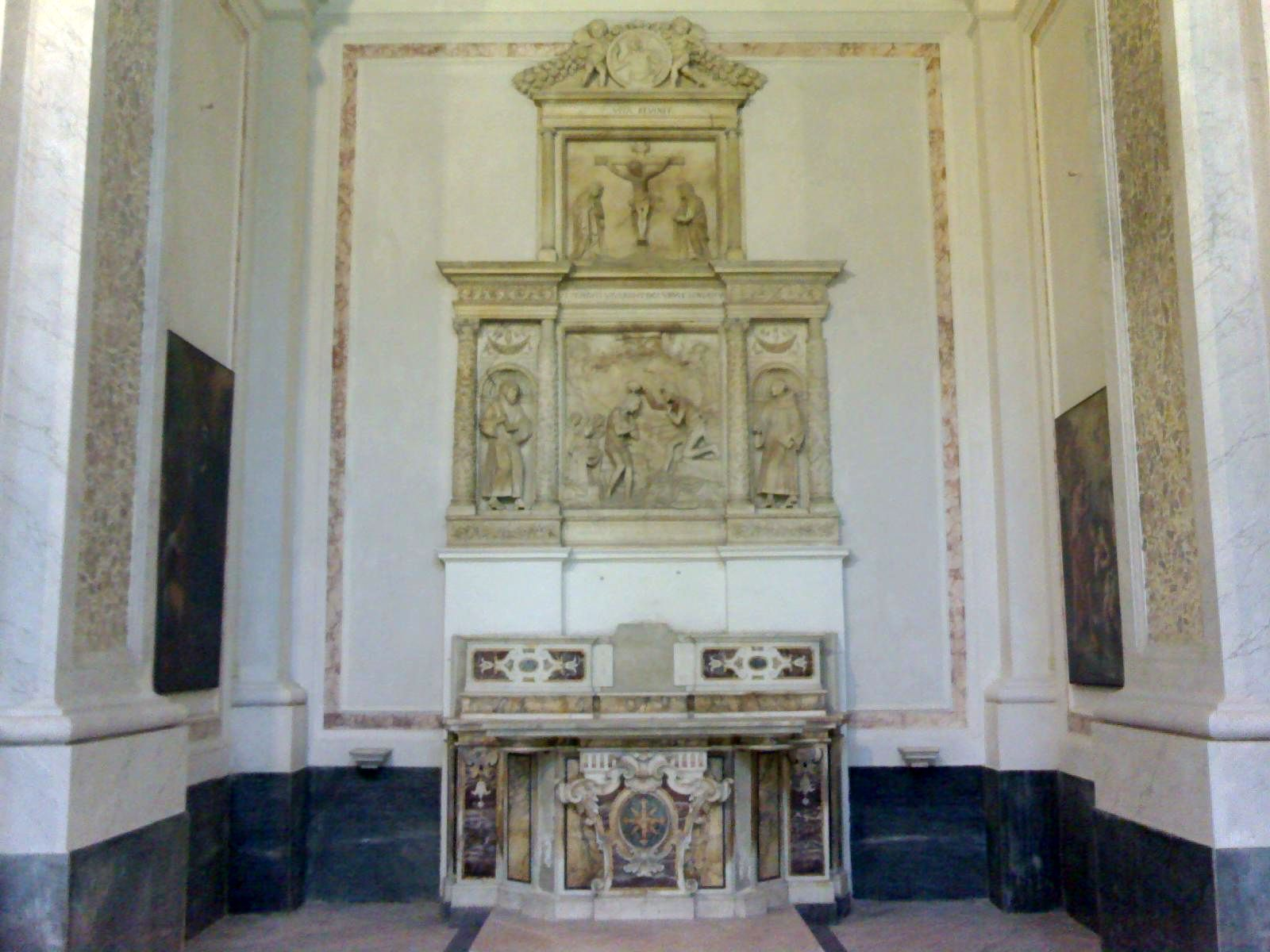
La chapelle Ravaschieri

Elle est dédiée au saint titulaire de la basilique et possède une des plus belles sculptures de Giovanni da Nola: un retable de marbre datant de 1534 représentant au milieu Le Baptême de Jésus, à gauche Saint François de Paule et à droite Saint Jacques de La Marche. Au niveau supérieur, se trouve une Crucifixion. La cimaise montre un ovale figurant Le Christ ressuscité.
Chapelle Sainte-Anne
La chapelle voit le jour en 1742, après les travaux de restauration de la basilique. La statue de bois  polychrome de Sainte Anne date de 1740 et est attribuée à Gennaro Vassallo. On remarque aussi un haut-relief figurant La Vierge à l'Enfant regardant un livre du XVe siècle et le Monument funéraire d'Adamo Fortunato Spasiano exécuté en 1776 par Salvatore Franco, élève de Giuseppe Sanmartino.
Chapelle Saint-Adrien
Le devant d'autel est attribué à Giovanni da Nola ou à deux de ses disciples: Annibale Caccavello ou Girolamo d'Auria (it)); il représente La Décapitation de saint Adrien et en haut une Pietà avec saint Philippe et saint Jacques.
Chapelle du Crucifix (transept)

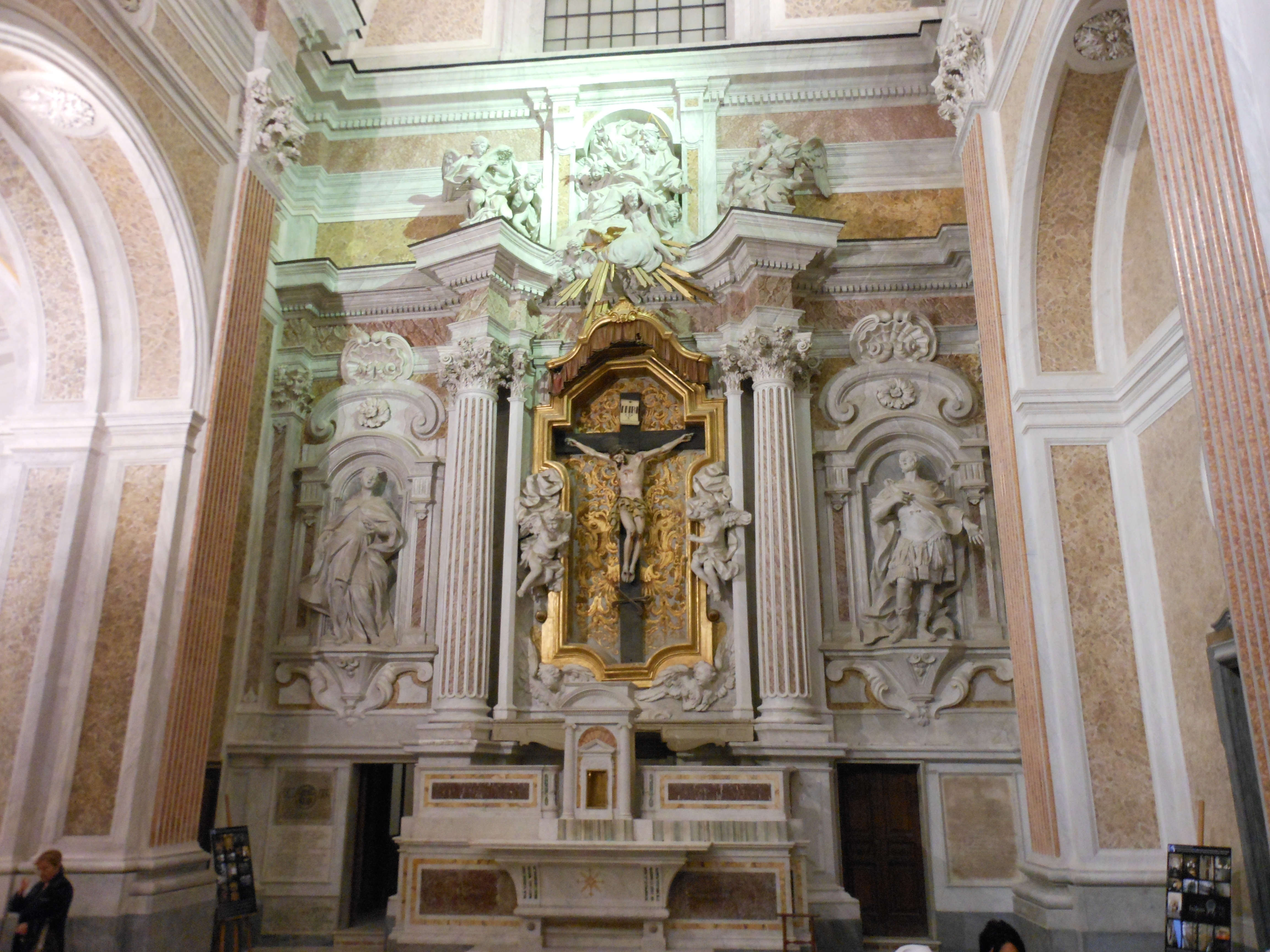
La grande chapelle du Crucifix

Elle possède une représentation en stuc avec les statues de Constantin et de sa fille Constance de Lorenzo Vaccaro datant de 1689, lequel a terminé un travail commencé par Giovan Domenico Vinaccia au début du XVIIe siècle. Le crucifix au milieu de l'œuvre remonte au XVIIIe siècle. À gauche, près de l'entrée menant à l'oratoire de la confrérie des LXVI Prêtres (qui appartenait au départ à la chapelle du Crucifix), on remarque deux pierres mémorielles du début du XIe siècle (entre 999 et 1003) se référant à la fondation et à la consécration de l'église.
Oratoire de la confrérie des LXVI prêtres (transept)
Cet oratoire fondé en 1619 est riche de stucs et de peintures (1694). On y accède à la gauche de la grande chapelle du Crucifix. L'oratoire est fondé par le prêtre Ottavio Acquaviva et abritait un crucifix de bois d'époque romane de la seconde moitié du IXe siècle, mais il a été volé en 1977. Il est formé de deux salles: l'oratoire proprement dit qui conserve des fresques sur la voûte de Baldassarre Farina et de Marcantonio Coda de la fin du XVIIe siècle et des décorations dans le goût baroque tardif, et une sacristie, où l'on remarque une fontaine de marbre au mur.

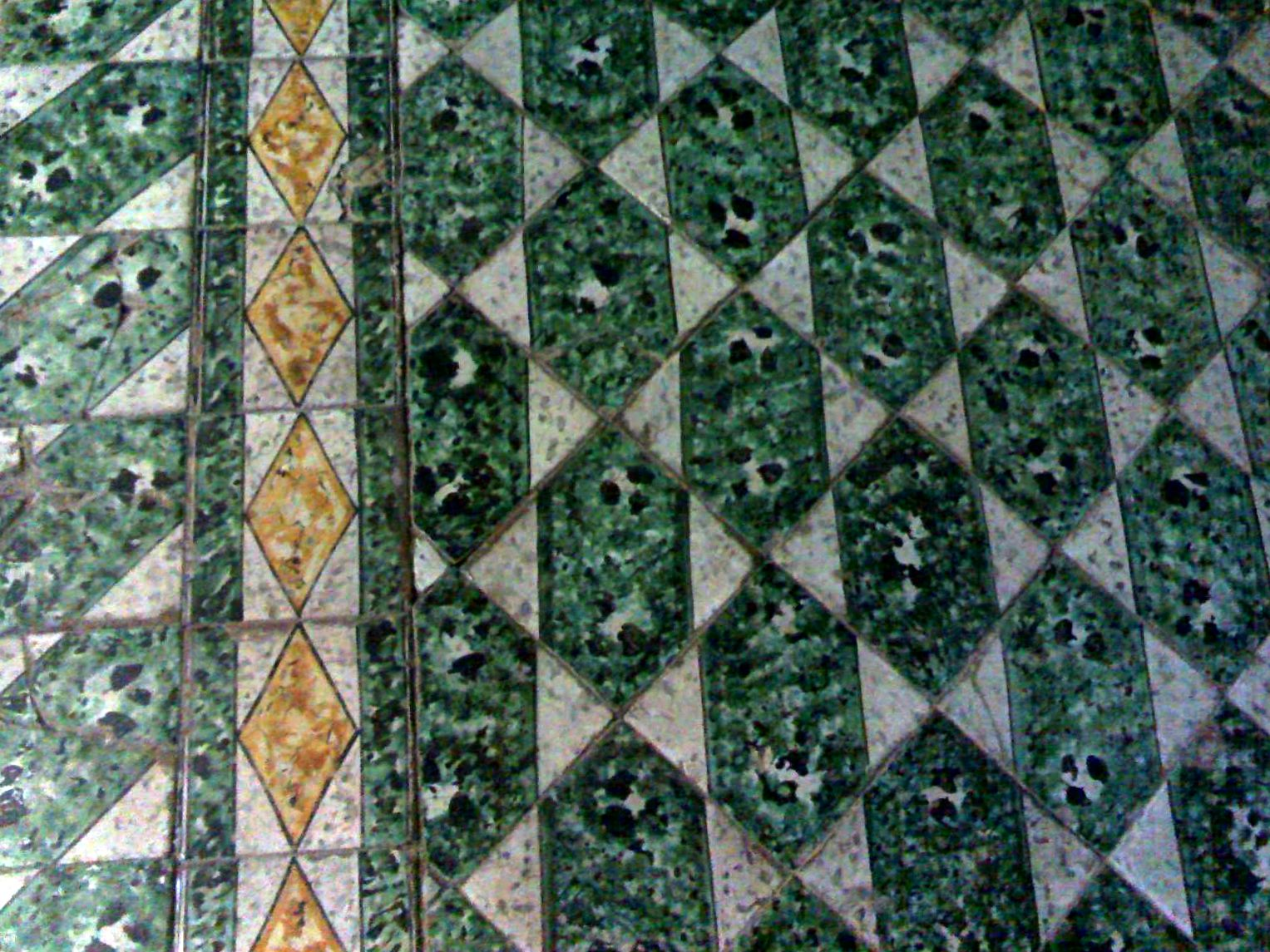
Le pavement de majolique de la chapelle de la confrérie du Très-Saint-Sacrement.

Chapelle de la confrérie des Blancs-du-Très-Saint-Sacrement (transept)
Toujours dans le transept de gauche, à droite de la chapelle précédente, celle-ci est dédiée au Saint-Sacrement sous le patronage duquel était placée une confrérie laïque s'occupant à des œuvres de solidarité et de bienfaisance, en particulier envers les infirmes et les malades. Elle est de plan rectangulaire et date du XVIe siècle. Elle est terminée au cours du XVIIe siècle. L'autel date de la moitié du XVIIe siècle. La tribune de chant de bois possède un orgue de la même période. Elle est pavée de majolique. On remarque une colonne d'époque romaine. Les décorations de stucs de la voûte sont d'inspiration baroque.

#### Nef droite
chapelle Notre-Dame-des-Grâces (ou de la Crèche)
Cette chapelle était fameuse pour la présence d'une crèche en terre cuite du XVIIIe siècle, qui a été dérobée.
Chapelle du Cœur-de-Marie
Elle possède un autel de marbre du XVIIe siècle et un monument funéraire du XVIIIe siècle.
Chapelle du Sacré-Cœur-de-Jésus
La chapelle d'origine espagnole était dédiée autrefois à Notre-Dame-de-Compassion.
Chapelle Borgia
Elle abrita pendant un certain temps une Adoration des Mages de l'atelier d'Andrea Sabbatini de Salerne, aujourd'hui déposée à la Surintendance des biens culturels.
Chapelle Sainte-Lucie (transept)

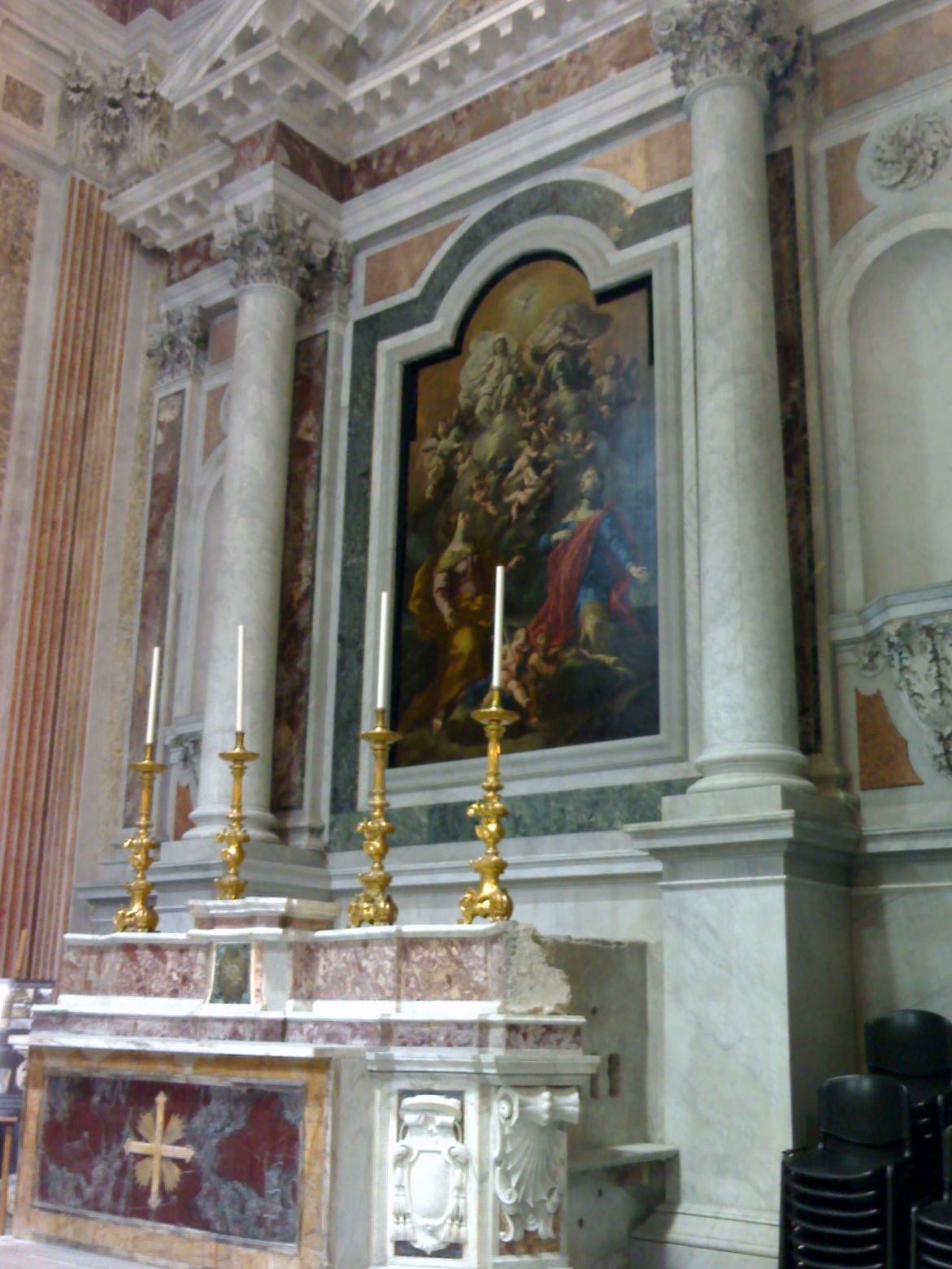
La chapelle Sainte-Lucie

Elle est achevée en 1689 et possédait une riche décoration baroque, comme l'on pouvait le remarquer en face du Crucifix; mais le tremblement de terre de 1870 l'a détruite. Aujourd'hui, la chapelle est décorée dans le goût néo-classique, typique de la fin du XIXe siècle.

## Bibliographie

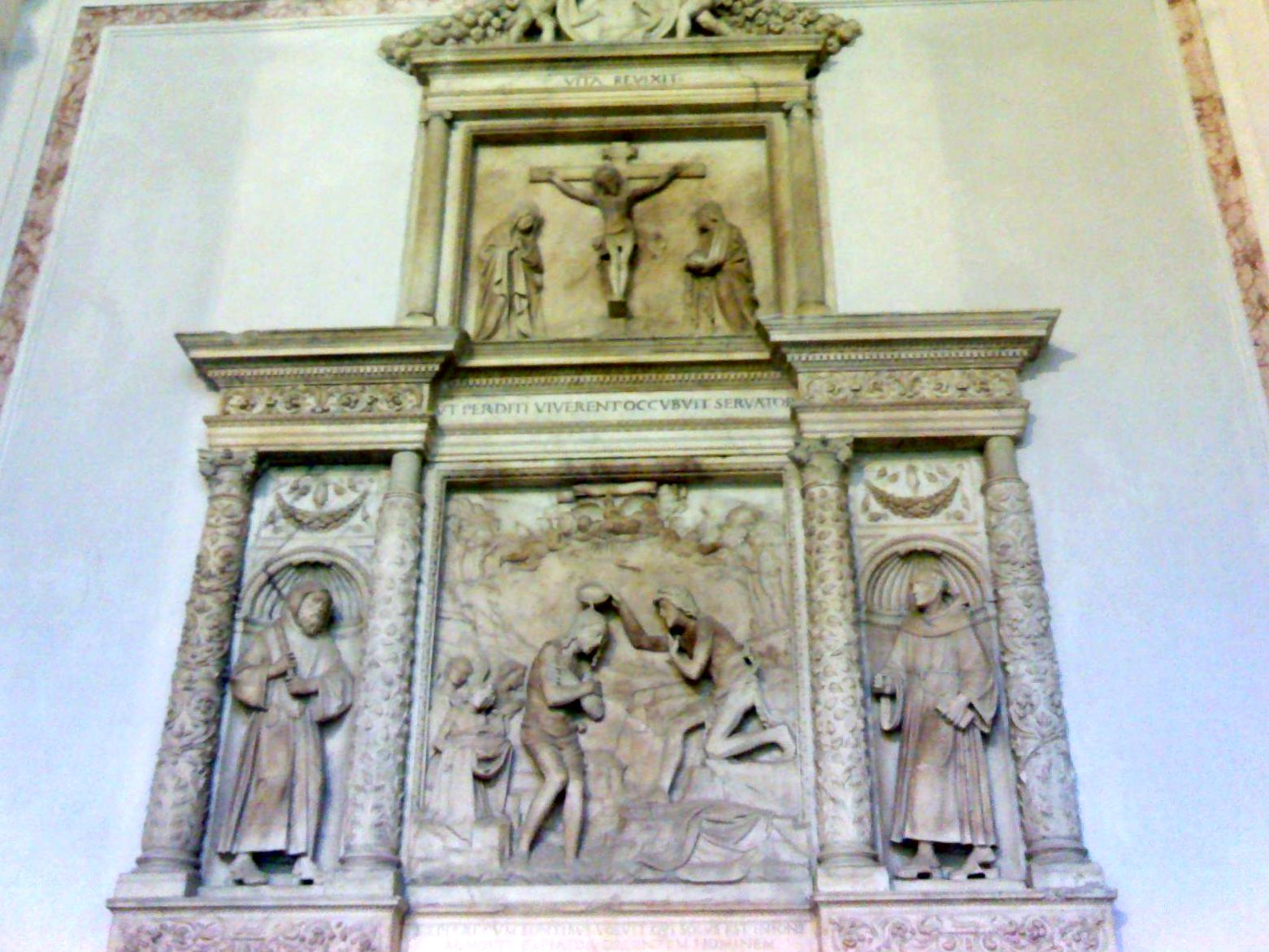
Détail du retable de la chapelle Ravaschieri (par Giovanni de Nole).

## Source de la traduction
- (it) Cet article est partiellement ou en totalité issu de l’article de Wikipédia en italien intitulé « Basilica di San Giovanni Maggiore » (voir la liste des auteurs).